# Mangan(II)sulfat
Mangan(II)sulfat, svavelsyrad mangan, refererar vanligen till den monohydrata föreningen med formel MnSO4(H2O). Liksom många andra metallsalter bildar mangan(II)sulfat ett flertal hydrater varav monohydrat är den vanligaste. De har en karaktäristisk rosa färg.

## Framställning
Mangan(II)sulfat framställs genom lösning av mangankarbonat i utspädd svavelsyra eller genom kokning av brunsten med koncentrerad svavelsyra och indunstning till kristallisation. Beroende på den temperatur varvid kristallisationen sker, bildas salter med mer eller mindre kristallvatten. De bildade kristallerna är rödaktiga och mycket lättlösliga i vatten samt har en metallisk smak.

## Användning
Mangan(II)sulfat har flera användningsområden bland annat inom medicinen, för porslinsmålning och i färgerier samt som gödselämne. Det används också för framställning av manganborat.